# Джером Нгом Мбекелі
Джером Нгом Мбекелі (фр. Jerome Ngom Mbekeli, 30 вересня 1998, Яунде) — камерунський футболіст, півзахисник китайського клубу «Мейчжоу Хакка», гравець збірної Камеруну.

## Клубна кар'єра
Джером Нгом Мбекелі розпочав займатись футболом в Камеруні, а свою професійну кар'єру розпочав в 2016 році у клубі APEJES, відігравши два сезони в вищому дивізіоні країни, після чого перебрався до клубу «Вишков» у Чехії, що грав у третьому дивізіоні країни.
Надалі камерунець грав в американському USL спочатку за «Своуп Парк Рейнджерз», резервну команду «Sporting Kansas City», а потім за «Сан-Дієго Лоял».
2021 року півзахисник повернувся в APEJES, а на початку сезону 2022/23 перейшов до іншої місцевої команди «Коломб Спортів».

## Виступи за збірну
У травні 2022 року Джером Нгом Мбекелі вперше був викликаний до збірної Камеруну. 4 вересня 2022 року футболіст дебютував за збірну у відбірковому матчі чемпіонату африканських націй 2023 року проти Екваторіальної Гвінеї і допоміг їй перемогти 2:0 та кваліфікуватись у фінальну стадію турніру .
9 листопада 2022 року Мбекелі був обраний Рігобертом Сонгом до заявки збірної на чемпіонат світу 2022 року. Того ж дня він вперше зіграв за збірну в основі у товариському матчі проти Ямайки (1:1).